# Казабели (Бергамо)
Казабели је насеље у Италији у округу Бергамо, региону Ломбардија.
Према процени из 2011. у насељу је живело 33 становника. Насеље се налази на надморској висини од 662 м.